# Форталеза-дус-Ногейрас

Форталеза-дус-Ногейрас на карте штата.

Форталеза-дус-Ногейрас (порт. Fortaleza dos Nogueiras) — муниципалитет в Бразилии, входит в штат Мараньян. Составная часть мезорегиона Юг штата Мараньян. Входит в экономико-статистический микрорегион Шападас-дас-Мангабейрас. Население составляет 11 646 человек на 2010 год. Занимает площадь 1854,011 км². Плотность населения — 6,28 чел./км².

## Демография
Согласно сведениям, собранным в ходе переписи 2010 г. Национальным институтом географии и статистики (IBGE), население муниципалитета составляет:
| Полное население                               | Полное население                               | Полное население                               | Полное население                               | 11 646 |
| ---------------------------------------------- | ---------------------------------------------- | ---------------------------------------------- | ---------------------------------------------- | ------ |
| в том числе:                                   | Городское население                            | 7019                                           | Процент городского населения, %                | 60,27  |
|                                                | Сельское население                             | 4627                                           | Процент сельского населения, %                 | 39,73  |
|                                                | Мужское население                              | 5972                                           | Процент мужского населения, %                  | 51,28  |
|                                                | Женское население                              | 5674                                           | Процент женского населения, %                  | 48,72  |
| Плотность населения, чел/км²                   | Плотность населения, чел/км²                   | Плотность населения, чел/км²                   | Плотность населения, чел/км²                   | 6,28   |
| Население муниципалитета в % к населению штата | Население муниципалитета в % к населению штата | Население муниципалитета в % к населению штата | Население муниципалитета в % к населению штата | 0,18   |

По данным оценки 2016 года, население муниципалитета составляет 12 375 жителей.

## История
Город основан 31 декабря 1961 года. 

## Статистика
- Валовой внутренний продукт на 2003 год составляет 44 757 746,00 реалов (данные: Бразильский институт географии и статистики).
- Валовой внутренний продукт на душу населения на 2003 год составляет 3715,26 реалов (данные: Бразильский институт географии и статистики).
- Индекс развития человеческого потенциала на 2000 год составляет 0,637 (данные: Программа развития ООН).